# 基数詞
基数詞（、英: cardinal numeral）とは物事の数量を表す数詞である。これに対し物事の順序を表す数詞を序数詞（、英: ordinal numeral）と呼ぶ。
例えば英語では、one, two, three が基数詞であり、first, second, third が序数詞である。日本語では、「ひとつ、ふたつ、みっつ」又は「いち、に、さん」が基数詞であるが、単独で序数詞となる語は無く、第二、第2回、2番目、2個目、2人目、2回目、2日目、2位　のようにして序数を表現する。

## 基数詞の品詞
日本語では基数詞は名詞に分類されており、助数詞が付くことで形容動詞的な使用が可能となる。例えば、物の個数を表す「～個」や人数を表す「～人」等の助数詞が付く。
英語ではすべての数詞は形容詞であるが、十およびその整数倍、十の冪数は名詞にもなれる（"tens of thousands of ..."（何万もの…）、"the forties"（40[歳・年]代））。また、1を意味する"one"という言葉及びその複数形（ones）が代名詞的に用いられる。例外的に9以下の数詞を名詞として使う場合もある（two's complement（2の補数））。
中国語では「数詞」と呼ばれる独立した品詞に分類される。

## 基数詞に代わる言葉
基数詞の代わりに別の言葉が用いられる例がある。
例えば漢字文化圏における「両」は基数詞の「二」（2）の代わりとして使われることはあっても、序数詞にはならない。
日本語では2つ組になっている物に対し、「対」や「番い（つがい）」といった呼び方をし、これらの語は助数詞にもなる。助数詞には他にも対のものを表すものがあり、靴は両足分で1セットなので2つで「1足」、手袋も両手分で「1双」である。
英語においては「2つ（組）」を"pair"（ペア）、"double"（ダブル）、"couple"（カップル）、"brace"などと呼ぶことがある（集合数詞）。眼鏡は"a pair of glasses"（一対のレンズ）といった様に、日本語の感覚では単数でも英語では（固定的に）複数である。Binoculars（双眼鏡）、pants（パンツ、脚が二本入るから）、pajamas（パジャマ、上下で対だから）なども同様。"A couple of people"は文字通りには「2人」だが、「数人」を意味するのが普通。"A lot of ..."、"a bunch of ..."（いずれも「沢山の」「大勢の」）もよく使われる。
これ以外にも英語には、十二進法に由来する、十二を意味する"dozen"（ダース）や、百四十四（十二の二乗）を意味する"gross"（グロス）といった数の異名を有する。

## 基数詞の転用
ヨーロッパの言語にみられる不定冠詞の単数形は1を意味する基数詞が元となっている。例を挙げれば、英語の"an"は"one"と同根であるし、イタリア語やフランス語などのラテン系言語（注：ラテン語には以下の用法はない）では1を意味する語を性・数によって屈折して不定冠詞を作る。ドイツ語に至っては更に格変化が加わり、1を意味する男性形単数主格"ein"が属格"eines"、与格"einem"、対格"einen"と変化する。
中国語でも「一个」（一つ）「一本」（一冊）「一件」（一着）といったような1個のものを表す表現は不定冠詞に似たニュアンスを持つ。

## 4と5の境界
ヨーロッパ、インド、イランで話されているインド・ヨーロッパ語族では、1から4までの数詞があとに続く名詞の性で変化するという特徴がある。ギリシャ語、ラテン語、ドイツ語の不定冠詞は性だけでなく、格によっても変化する。スラブ系の言語やサンスクリットでも古形は、1から4までの数詞は性と格によって変化する。ロシア語も「1」と「2、3、4」は単数と複数で変化するのに加えて、「3、4」と「5以上」で名詞の語尾が変わる。

## 0という基数詞
あるものが無または1に満たない状態は0で表現される（例：0個、0人）。1を基点に数える序数詞に対して、無を表現できる基数詞は0を基点にしているといえる。